# Первышин, Андрей Сергеевич
Андре́й Серге́евич Первы́шин (род. 2 февраля 1985, Архангельск) — российский хоккеист, защитник.

## Карьера
Воспитанник хоккейной школы ярославского «Локомотива». В сезонах 2011, 2012, 2016 провел за «Авангард» 100 матчей, забросил 10 шайб, сделал 24 передачи, набрал 60 минут штрафа. В высшем дивизионе 603 матча, 47 шайб, 125 передач, 336 минут штрафа.

## Достижения
«Ак Барс»
- Обладатель Кубка Гагарина: 2009, 2010
- Обладатель Кубка европейских чемпионов 2007 г.
- Обладатель Континентального кубка: 2008
- Чемпион России: 2005/06
- Серебряный призёр чемпионата России: 2006/07

«Локомотив»
- Чемпион России: 2002/03

юниорская сборная России
- Бронзовый призёр чемпионата мира среди юниоров 2003 года

## Статистика
| Легенда | Легенда                    | Легенда | Легенда                   | Легенда | Легенда    |
| ------- | -------------------------- | ------- | ------------------------- | ------- | ---------- |
| И       | Количество проведённых игр | Штр     | Штрафное время            | +/−     | Плюс-минус |
| Г       | Голы                       | П       | Голевые передачи          | О       | Очки       |
| -       | Статистика неизвестна      | —       | Статистика не учитывалась |         |            |